# LRM869 Power Max
LRM869 Power Max es una radio argentina, que opera desde la ciudad de Recreo, Santa Fe y transmite a través de la frecuencia 104.5 MHz en FM para toda la zona centro de la provincia de Santa Fe y en Internet.

## Historia
En 1998, la familia Rosso comienza las averiguaciones acerca del funcionamiento de una emisora de frecuencia modulada y concreta la primera adquisición de equipamiento.
Al año siguiente, se adquiere un equipo transmisor con el cual se ensayaron las pruebas preliminares de comunicación y el 14 de abril se concreta la primera emisión de radio por la frecuencia 90.9. El área de cobertura se extendía a diez cuadras a la redonda, es decir, el 70 por ciento del casco céntrico de Recreo. 
Hasta 2003, las transmisiones fueron netamente musicales, se desarrollaron desde las 12.30 hasta las 23 horas y se propagaron a través de una torre de 12 metros de longitud. 
En 2002, la emisora adquiere el nombre “Power Max” e incorpora un nuevo transmisor que amplía el área de cobertura a todo el distrito Recreo, Candioti, Colonia Pujol y el sector oeste de Monte Vera. 
José Rosso se hace cargo de la dirección de la emisora con el propósito de sumar nuevas propuestas de contenido y publicitarias, así como también, profundizar el crecimiento de la empresa en la región. 
A partir de la política comunicacional emprendida, comienza el primer programa de entretenimiento vespertino destinado al público adolescente y, al año siguiente, la emisora produce el primer programa informativo en horario matutino; al tiempo que consolida la propuesta musical vespertina y nocturna, incluyendo pautas comerciales. 
En la catástrofe hídrica sufrida por los recreinos la emisora sirvió de nexo con la gente y sus necesidades en vivo en cada barrio. Luego el ingreso de las aguas del Río Salado al estudio de la radio, obligó a la emisora a interrumpir su programación desde el 28 de abril hasta el 4 de mayo. 
En febrero de 2004, la radio se trasladó a un estudio de 10 metros cuadrados, construido especialmente para el emprendimiento. En virtud del equipamiento incorporado en 2002 y la instalación de una torre de 30 metros, con sus correspondientes accesorios, se amplió el horario de transmisión de las 8 hasta las 00 horas. 
La radio se presentó al mundo con su sitio web , en el cual se plasmó la historia, la programación y las actividades de extensión realizadas desde emisora. A pocos meses de poner en funcionamiento su página web, el servicio de banda ancha dinamizó la tarea periodística de la emisora a través de la publicación de noticias locales y regionales. 
Por decisión del director, el 14 de septiembre, la emisora abandona la frecuencia 90.9 y se traslada a 94.3.
En 2005, la radio extiende el horario de transmisión desde las 6.30 hasta las 00 horas e incorpora nuevos contenidos en materia informativa, deportiva y musical. Por otra parte, comenzó los trabajos de ampliación del estudio y, durante el tiempo de ejecución de la obra, se trasladó a un local ubicado sobre Avenida Mitre. 
La nueva construcción transformó la antigua habitación en un estudio revestido con placa acústica y se anexó la sala de operación técnica. 
Además, se adquirieron un enlace con calidad digital, micrófonos, aire acondicionado y se renovó todo el equipamiento informático dotando al locutor y al productor de una PC con acceso a Internet.
El enero de 2006 se inauguró la nueva sede de la radio y se amplió el área de cobertura de la emisora incorporando un equipo de mayor potencia y elevando la torre a 36 metros. 
El 8 de marzo, la nueva y diversa programación de la emisora comenzó a transmitirse por Internet. De esta manera, la radio establece contacto con oyentes de Recreo, zonas aledañas, diversas provincias argentinas y países de habla hispana como España, México y Colombia.
El 5 de septiembre de 2007, el sitio de Internet  comienza a funcionar como el espacio informativo de la FM Power Max donde se publican noticias de índole institucional, cultural, social, política y sucesos. Además, configura el primer archivo digital y fonoteca de noticias de la ciudad y la región.
En noviembre, la emisora adquiere la licencia de la frecuencia 104.5 que había sido adjudicada en 2005 para la ciudad de Recreo bajo la sigla distintiva LRM869.
El 14 de diciembre, la radio comenzó a transmitir por la nueva frecuencia 104.5 y, amplía su área de cobertura a Recreo, Candioti, Esperanza, Franck, Humboldt, Laguna Paiva, Monte Vera, Santa Fe, Santo Tomé y algunos sectores de Sauce Viejo y Paraná, en la provincia de Entre Ríos. 
En virtud del nuevo emprendimiento, la emisora adquirió un equipo transmisor Radio Data System homologado por la CNC, nuevos dipolos. Además renovó su imagen institucional con el objetivo de adoptar su propia identidad e imponer la frecuencia 104.5.
En el marzo del año 2010 la empresa instaló una torre de 66 metros tubular galvanizada montada en la zona rural, en un predio adquirido para tal fin, así cumplió con la ordenanza municipal que no permite en la zona urbana montar estas estructuras. La misma le permitió llegar a lugares donde otras radios locales no son recepcionadas y así potenció su eslogan “El aire de la Región”.
En diciembre del 2018 la emisora suma el sistema streaming de vídeo. Transmite desde su web el contenido de radio con imagen. En enero de 2019 ese producto se empezó a emitir por una señal propia en los principales cabloperadores de la región. 
En el año 2022 la emisora sumó una nueva frecuencia en la ciudad de Laguna Paiva mediante autorización del ENACOM llegando a esa ciudad y su zona por la frecuencia 105.1 LRV 743 y señal de cable en plataforma digital de esa ciudad. 
Además en 2023 renovó el estudio convirtiéndolo más televisivo e invirtió en equipamiento de vídeo para mejorar su señal visual. 
Ese mismo año logró ser incorporada en 10 cableoperadores de la región centro de la provincia de Santa Fe:
Cablevideo digital Canal 96 en Recreo y Monte Vera
Cablevideo digital grilla plataforma digital en Laguna Paiva, Recreo Sur y Alto Verde
Telecable Rincón Canal 13 en San José del Rincón, Colastiné, Arroyo Leyes, Santa Rosa de Calchines, Rincón de Ávila, Los Zapallos, La Guardia y Cayastá
Cable Video Color S.R.L Canal 20.1 en San Jerónimo Norte, Las Tunas, San Jerónimo del Sauce
CH Sistemas grilla digital en Candioti, Videla, barrios de San Justo, Florencia, Saladero Cabal, Lehmann, Moises Ville
Internet Service Canal 61 grilla digital en Recreo, Sauce Viejo, Frontera, San Cristóbal, San Francisco (cba),
Wiltel canal 914 Esperanza, Humboldt, San Carlos, Pilar, San Jorge, Rafaela y Sunchales
Más Región canal 27 Rafaela, Aurelia, Saguier, Estación Saguier, Clucellas, Estación Clucellas, Eurelia, Garibaldi, María Juana, Esmeralda, Zenón Pereyra, Colonia Cello, Josefina, Vila, San Antonio, Presidente Roca, Pilar, Sa Pereyra, Humboldt
Fibercom Canal 95 analógico y 18.2 en HD Nelson, Llambi Campbell, Santo Domingo, Sarmiento, Hipatia, Felicia, Nuevo Torino, Pilar, Humboldt, Progreso
CableNet canal 67.4 HD Arocena, Bernardo de Irigoyen, Campo Piaggio, Colonia Belgrano, Colonia Margarita, Gálvez, Gessler, Irigoyen, Loma Alta, López, San Eugenio, San Fabián, San Martín de las Escobas, San Vicente, Santa Clara de Buena Vista, Sastre, Crispi, Castelar y Frontera.